# اتحاد مدني

اتحاد مدني

الاتحاد المدني (ويُعرف أيضًا بالشراكة المدنية) هو ترتيب معترف به قانونيًا مشابه للزواج، أُنشئ في المقام الأول وسيلةً لمنح الاعتراف القانوني للأزواج من نفس الجنس. يمنح الاتحاد المدني بعض حقوق الزواج أو كلها ما عدا التسمية ذاتها.
أنشئت الاتحادات المدنية تحت اسم أو آخر قانونيًا في العديد من البلدان المتطورة في الغالب لمنح اعتراف قانوني بالعلاقات التي يقيمها الأزواج غير المتزوجين من الجنس نفسه ولمنحهم الحقوق والمزايا والإعفاءات الضريبية والمسؤوليات المماثلة أو المطابقة للأزواج المتزوجين قانونيًا. في عام 1989، كانت الدنمارك أول بلد يشرع الاتحاد المدني للأزواج من نفس الجنس، ومع ذلك، لم تبدأ الدول الديمقراطية المتطورة الأخرى بإقرار الاتحاد المدني حتى التسعينيات أو بداية العقد الأول من القرن الحادي والعشرين، وغالبًا ما طوروها من شراكات منزلية أقلُ رسميّةً. رغم أن الاتحادات المدنية أنشئت في غالبها لكل من الأزواج مماثلي الجنس ومغايريه، هي في عدد من الدول متاحة للأزواج مماثلي الجنس فقط. في البرازيل، أُنشئت الاتحادات المدنية في البداية للأزواج مغايري الجنس في عام 2002، ثم وُسعت لتشمل الأزواج مماثلي الجنس عبر حكم محكمة عليا في عام 2011. في غالبية البلدان التي أقرت الاتحادات المدنية مثلية الجنس، أُلحقت لاحقًا بالزواج المثلي أو استُبدل بها. يرى المدافعون عن حقوق مجتمع الميم الاتحادات المدنية على أنها «الخطوة الأولى» في طريق إقرار زواج المثليين، إذ يرى مناصرو حقوق مجتمع الميم الاتحاد المدني على أنه حالة اجتماعية «منفصلة لكنها متساوية» أو «من الدرجة الثانية».
يعترف العديد من السلطات القضائية ذات الاتحادات المدنية بالاتحادات الأجنبية إن كانت في جوهرها معادلة لاتحاداتها، على سبيل المثال، تصنّف المملكة المتحدة الاتحادات المعادلة في قانون الشراكة المدنية لعام 2004 البيان 20. قد يُعترف بالزواج المثلي الذي أقيم خارج البلاد على أنه اتحاد مدني في السلطات القضائية التي لا تعترف بالزواج المثلي.

## نظرة عامة واصطلاح

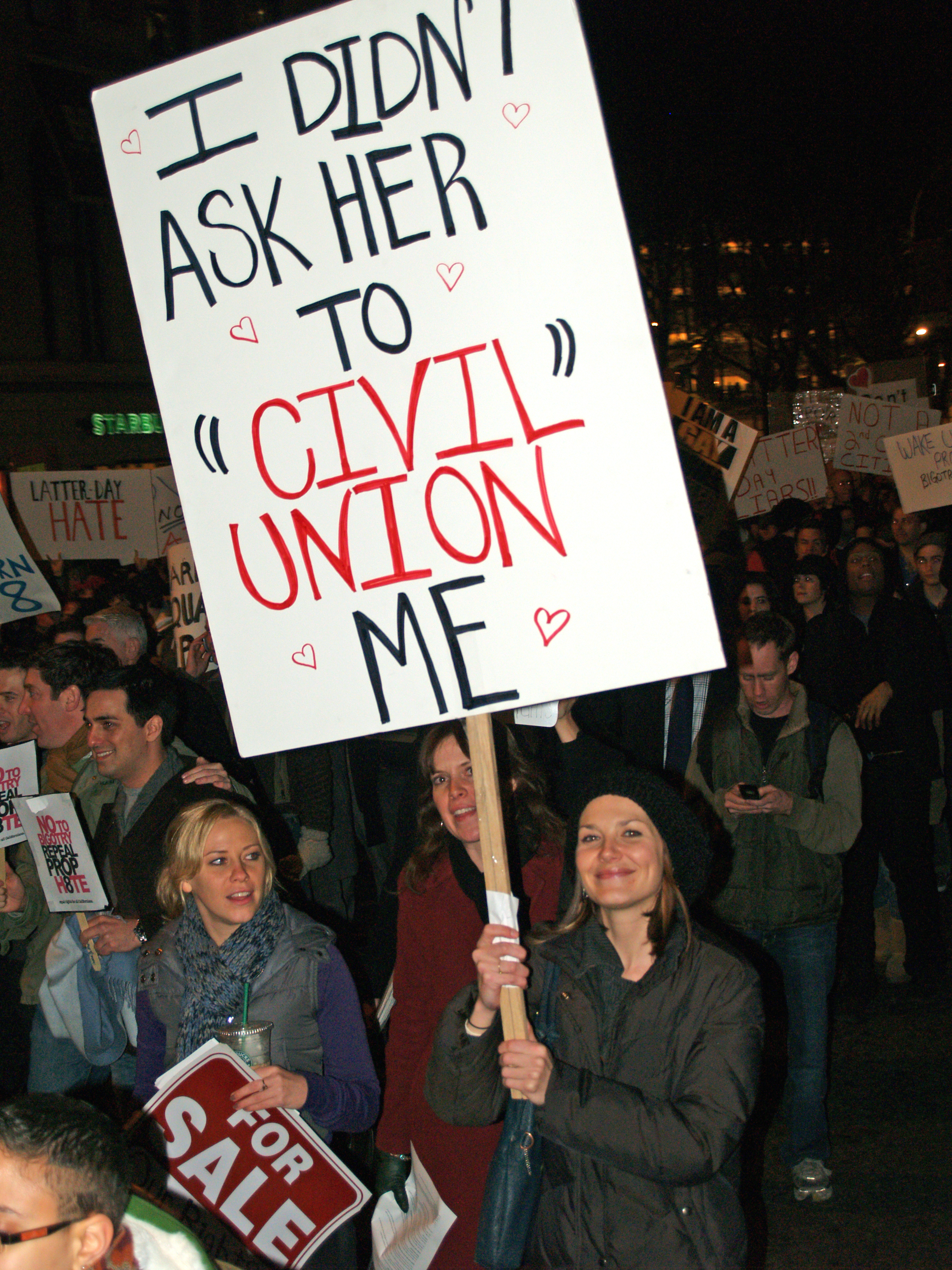
يرفض البعض فكرة الاتحادات المدنية، مثل هذه المظاهرة الكبيرة في مدينة نيويورك ضد الاقتراح رقم 8 في كاليفورنيا.

المصطلحات المستخدمة للإشارة إلى الاتحادات المدنية ليست موحّدة، وتتفاوت كثيرًا من بلاد إلى بلاد. تشمل العلاقات التي تسمح بها الحكومة والتي قد تشبه الاتحاد المدني أو تكافؤه: الشراكة المدنية، والشراكة المسجلة، والشراكة المنزلية، والعلاقة الجدّية، والعلاقة النفعية المتبادلة، والزواج العرفي، وعلاقة البالغين المتكاتفة، وشركاء الحياة، والاتحادات المستقرة، وعقد التضامن الاجتماعي، إلى آخره. يتفاوت المستوى الدقيق للحقوق والمزايا والالتزامات والمسؤوليات أيضًا، وذلك بحسب قوانين كل بلاد. تسمح بعض السلطات القضائية للأزواج المثليين بالتبني، في حين تمنعهم سلطات أخرى، أو تسمح بالتبني في ظروف محددة فقط.
في الولايات المتحدة، طُرح مصطلح اتحاد مدني في ولاية فيرمونت في عام 2000 للإشارة ضمنًا إلى حالة تعادل زواج المثليين، وقد اختاره مشرعو الولاية تفضيلًا على عبارات مثل «علاقة شراكة منزلية» أو «وفاق مدني».
تشير الشراكة المحلية، التي تقدمها بعض الولايات والمقاطعات والمدن وأرباب العمل منذ وقت مبكر يرجع إلى 1985، عمومًا إلى حالة أدنى ومزايا أقل. مع ذلك، فضل مشرعو ولايات الساحل الغربي كاليفورنيا وأوريغون وواشنطن مصطلح شراكة منزلية للتشريعات المشابهة أو المكافئة للاتحاد المدني في ولايات الساحل الشرقي.
لا يرى كثيرون في مجتمع الميم الاتحادات المدنية على أنها بديل للزواج. قال إيفان وولفسون من منظمة حرية الزواج: «الزواج في الولايات المتحدة اتحاد مدني، لكن الاتحاد المدني، كما صار يُسمى، ليس زواجًا». «إنها آلية قانونية افتراضية مقترحة، نظرًا لعدم وجودها في أماكن كثيرة، لتوفير بعض الحماية للمثليين لكن أيضًا لحرمانهم شيئًا ثمينًا. لا يوجد سبب وجيه لفعل ذلك». مع ذلك، يدّعي بعض معارضي زواج المثليين أن الاتحاد المدني يسلب الزواج مكانته الفريدة، يدعو راندي توماسون، المدير التنفيذي لحملة عائلات كاليفورنيا، الاتحاد المدني «زواج مثليين تحت اسم آخر» ويؤكد أن الاتحادات المدنية تقدم للأزواج المثليين «كل حقوق الزواج التي يتيحها قانون الولاية». ذكرت محكمة كاليفورنيا العليا، في قرارها بما يخص قضايا الزواج، تسع فروقات في قانون الولاية.
تُنقد الاتحادات المدنية عمومًا لكونها «منفصلة لكنها متساوية»، لاحظ نقاد مثل عضو برلمان نيوزيلندا السابقة والناشطة النسوية ماريلن ويرينغ أن الأزواج المثليين ما يزالون مستبعدين عن حق الزواج ومجبرين على استخدام مؤسسة منفصلة. يؤكد داعمو زواج المثليين أن معاملة الأزواج المثليين على نحو مختلف عن غيرهم من الأزواج في ظل القانون يسمح بمعاملة أدنى وأنه إن كانت الاتحادات المدنية مماثلة للزواج فلن يكون ثمة داعٍ لقانونين منفصلين. ذكرت لجنة من نيو جيرسي راجعت قانون الاتحاد المدني في الولاية أن القانون «يدعو ويحث على المعاملة غير المتساوية للأزواج مثليي الجنس وأولادهم» اقترح البعض أن إنشاء اتحادات مدنية متاحة أمام الأزواج مغايري الجنس من شأنه تجنبتهم تهم التفرقة.
يقول مناصرو الاتحاد المدني أنها تمنح مساواة عملية للأزواج مثليي الجنس وتحل المشكلات في مجالات مثل حقوق زيارة المشفى ونقل الملكية الناجمة عن نقص الاعتراف القانوني. يقول المناصرون أيضًا إن إنشاء اتحادات مدنية طريقة أكثر عملية لضمان أن يتمتع الأزواج المثليون بحقوق قانونية ذلك أنها تجنبهم القضايا الأكثر جدلية المحيطة بالزواج وادعاء أن للمصطلح أصل ديني.
يصرح العديد من مناصري زواج المثليين أن كلمة «زواج» تهمهم وأن مصطلح «اتحاد مدني» (وما يعادله) لا ينقل المعنى العاطفي أو يجلب الاحترام الذي يأتي مع الزواج. قال المدعي العام الأمريكي السابق والمدعي العام في قضية بيري ضد شوارزنجر، ثيودور أولسن، إن الاعتراف بزواج المثليين تحت مصطلح «الشراكة المنزلية» يوصم علاقات المثليين ويعاملهم كما لو كانوا «شيئًا أقرب إلى مشروع تجاري، لا اتحاد محبين». يؤكد الكثيرون أيضًا أن حقيقة أن الاتحادات المدنية غالبًا ما لا تُفهم يمكن أن تسبب صعوبة للأزواج المثليين في حالات الطوارئ.